# Tumed
Os Tümed (em mongol: Түмэд; em chinês: 土默特部; "os muitos ou os dez mil", derivado do rio Tumen) são um subgrupo mongol, que vive em grande parte no distrito de Hohhot e no distrito de Baotou, ambos na China. A maioria se dedica à agricultura sedentária e vive em comunidades mistas nos subúrbios de Hohhot, embora alguns grupos também residam em Chaoyang, na província de Liaoning. Existem também grupos Tumed nos sums de Mandal-Ovoo, Bulgan, Tsogt-Ovoo, Tsogttsetsii, Manlai, Khurmen, Bayandalai e Sevrei, na província de Ömnögovi, na Mongólia.
Do início do século IX ao começo do século XIII, os Khori-Tumed viviam na margem ocidental do Lago Baikal, em áreas que hoje correspondem ao sul do Oblast de Irkutsk, a algumas partes de Tuva e ao sudoeste de Buriácia. Em 1207, Genghis Khan, após conquistar os Khori-Tumed, decidiu deslocar alguns desses grupos para o sul, estabelecendo-os eventualmente nas regiões meridionais do Grande Deserto de Gobi. No entanto, parece que os Tumed não mantinham uma forte conexão com os povos das florestas siberianas.
Os Tumed foram mencionados pela primeira vez como a tribo do senhor da guerra mongol Dogolon, que era taishi (nobreza) em meados do século XV. Nas crônicas mongóis, eles eram chamados de sete ou doze Tumed, com a inclusão dos clãs Kharchin e outros clãs mongóis na aliança, provavelmente originando o título de "doze Tumed". Sob o governo de Daiã Cã (1464-1517/1543) e seus sucessores, os Tumed formaram a ala direita dos mongóis orientais. O apogeu dos Tumed ocorreu sob o comando de Altã Cã (1507–1582), em meados do século XVI. Eles realizaram incursões contra a dinastia Ming e atacaram os Quatro Oirates. Sob Altã Cã, os Tumed reconquistaram Caracórum das mãos dos Oirates, embora o desfecho do conflito no século XVI não tenha sido decisivo. São conhecidos também como a primeira tribo mongol a se converter ao budismo.
No início do século XVII, submeteram-se à dinastia Qing e aliaram-se contra os mongóis Chahar, sendo integrados na liga Josotu dos Qing.
Os Tumed foram sinicizados linguisticamente entre o final do século XIX e início do século XX. Muitos de seus líderes chegaram aos mais altos cargos no governo, no partido e no exército da recém-criada Região Autônoma da Mongólia Interior (IMAR), com alguns alcançando posições de destaque nacional em Pequim e em outras regiões. Ulanhu (1906–1988), um Tumed nascido próximo a Hohhot, capital da Mongólia Interior, dominou a política da região até sua morte em 1989, sendo o mongol mais bem colocado no Partido Comunista Chinês.
Após a década de 1920, à medida que os Tumed passaram a interagir com outros mongóis, sentiram uma sensação crescente de insuficiência em relação às suas habilidades no idioma mongol. Na década de 1950, criaram várias escolas primárias e secundárias para minorias (mínzú) que recrutavam apenas estudantes mongóis. Nessas escolas, o mongol era ensinado como disciplina de igual importância ao chinês, embora todas as outras matérias fossem ministradas em chinês. Durante os anos da Revolução Cultural (1966–1976), o ensino em mongol foi amplamente abolido, mas uma nova tentativa de promover a educação em mongol começou em setembro de 1979.
Em outubro de 1982, os distritos Tumeds fundaram a “Escola Primária de Nacionalidade Mongol” em seu centro. A escola contava com oito turmas divididas em três séries, com 201 alunos internos, todos ensinados em mongol. O chinês era introduzido apenas a partir do quinto ano. Os alunos não tinham permissão para sair do campus sem autorização e, durante as férias, eram frequentemente enviados para as pastagens para aprender diretamente com pastores mongóis tradicionais, evitando a “contaminação” pelo convívio com pais e parentes que falavam chinês ou vizinhos chineses.